# Union mathématique italienne
L'Union mathématique italienne (italien : Unione Matematica Italiana) est une société savante de mathématiques italienne fondée en 1922.

## Histoire

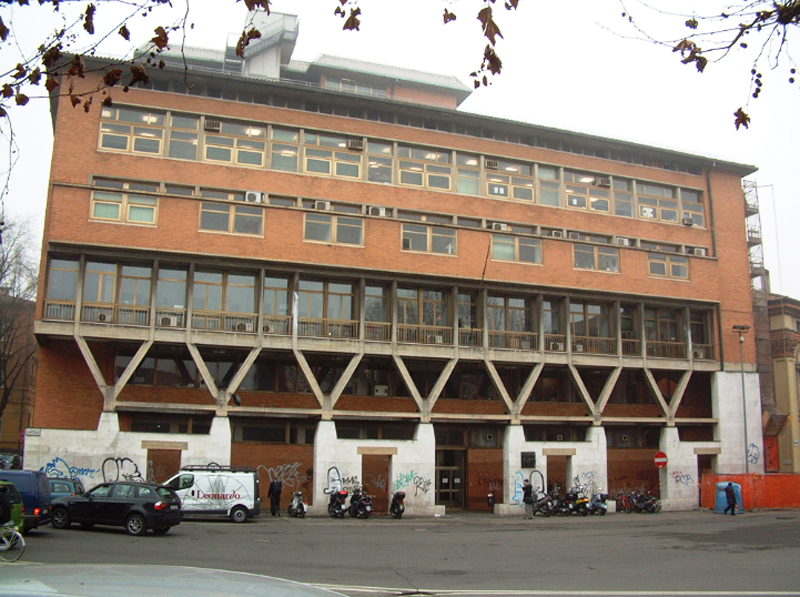
Siège de l'UMI à Bologne.

L'Union mathématique italienne est fondée le 7 décembre 1922 par Luigi Bianchi, Vito Volterra, et plus particulièrement, Salvatore Pincherle, éminent mathématicien de l'université de Bologne, qui est devenu le premier président de l'Union,,. Salvatore Pincherle envoie, le 31 mars 1922, une lettre à tous les mathématiciens italiens dans laquelle il envisagea la création d'une société mathématique nationale. La création d'une telle société s'inspire d'initiatives similaires dans d'autres pays, comme la Société mathématique de France (1872), la Deutsche Mathematiker-Vereinigung (1891), l'American Mathematical Society (1891) et, surtout, l'Union mathématique internationale (1920).
Environ 180 mathématiciens répondent à la lettre de Pincherle et une première réunion se tient le décembre 1922 au cours de laquelle les premiers statuts sont adoptés. Depuis lors, l'Union mathématique passe de 400 membres en 1940 à 2 500 au XXIe siècle. Le siège social est à Bologne, dans le département de mathématiques.
La revue de l'Union est le Bollettino dell'Unione Matematica Italiana, dont le premier numéro est publié en juin 1922, bien que sous une forme provisoire. Les mathématiciens les plus importants de l'époque — parmi lesquels Luigi Bianchi et Vito Volterra — encouragent l'initiative de Pincherle, notamment en envoyant des articles pour le futur Bulletin. Celui-ci comporte deux sections : une pour les documents de recherche et une pour des articles d'exposés.
En 1928 l'UMI organise le congrès international des mathématiciens à Bologne, avec 840 participants, réussissant à rassembler des personnalités dont les pays d'origine s'étaient combattus âprement pendant la Première Guerre mondiale. Ce projet, malgré l'opposition politique initiale de nombreux pays, a connu un tel succès que même la délégation allemande (composée de 76 mathématiciens) était présente à la conférence aux côtés de 56 Français, 52 Américains et d'autres.
L'Union mathématique italienne a pour but de suivre, de promouvoir et de populariser le développement des sciences mathématiques et de leurs applications en diffusant leurs résultats. L'UMI est une association sans but lucratif et elle est membre de la Société mathématique européenne.

## Activités
Selon ses statuts, pour la réalisation de ses objectifs, l'Union Mathématique Italienne « établit et maintient entre les mathématiciens, les physiciens, les ingénieurs et les spécialistes des sciences similaires, ainsi qu'avec les sociétés scientifiques italiennes et étrangères, des relations propres à promouvoir la recherche scientifique et à diffuser la connaissance des travaux et des études de mathématiques pures et appliquées ; elle facilite la connaissance par les membres des travaux des scientifiques et des instituts scientifiques italiens et étrangers, des résultats les plus importants obtenus, des travaux réalisés et entrepris, des problèmes scientifiques et didactiques qui sont posés, étudiés et débattus en Italie et à l'étranger ; elle prépare des rencontres et des congrès nationaux ; elle organise la participation de ses représentants à des congrès mathématiques étrangers ; elle promeut et encourage les initiatives utiles aux études mathématiques, telles que la publication d'ouvrages classiques, la compilation de rapports sur l'état actuel des théories les plus importantes, la collecte d'informations bibliographiques, la construction de tableaux, de graphiques ; elle institue et attribue des prix destinés au progrès des sciences mathématiques en Italie ; elle publie un bulletin et une lettre d'information ».
L'UMI organise des congrès nationaux tous les quatre ans depuis 1951 ; elle organise ou soutient d'autres congrès et édite divers types de publications : actes des congrès nationaux, actes de ses conférences, publications périodiques (bulletin, lettre d'information La Matematica nella Società e nella Cultura), séries (Opere di Grandi Matematici, Monografie matematiche, Quaderni dell'UMI, UMI Proceedings, UMI Lecture Notes in Mathematics, Collana Convergenze, La cultura matematica) et une bibliographie mathématique italienne couvrant les années 1950 à 1972, et d'autres publications hors série (Le Schede Olimpiche, Il Fibonacci).
Elle entretient des relations avec diverses organisations s'occupant de mathématiques, notamment la Société italienne de mathématiques appliquées et industrielles (SIMAI), la Fondation CIME, AMASES, AIRO, MATHESIS et d'autres.

## Congrès
- 1937 - Florence
- 1940 - Bologne
- 1948 - Pise, Livourne et Lucques
- 1951 - Taormine, Messine, Catane, Reggio Calabria
- 1955 - Pavie, Turin
- 1959 - Naples
- 1963 - Gênes
- 1967 - Trieste
- 1971 - Bari (et Lecce)
- 1975 - Cagliari (et Alghero)
- 1979 - Palerme
- 1983 - Pérouse
- 1987 - Turin
- 1991 - Catane
- 1995 - Padoue
- 1999 - Naples
- 2003 - Milan
- 2007 - Bari
- 2011 - Bologne

## Organes
Les organes prévus par les statuts de l'UMI sont l'assemblée des membres, le bureau et la commission scientifique. L'assemblée des membres se réunit normalement une fois par an, traditionnellement en mai à Bologne.
Le bureau est composé du président, du vice-président, du secrétaire, de l'administrateur-trésorier, élus par les membres.
La commission scientifique est composée du président, du vice-président, du secrétaire, de l'administrateur-trésorier et de quinze autres membres élus.

### Liste des présidents
- Salvatore Pincherle (1922-1931) ;
- Luigi Berzolari (1932-1948) ;
- Enrico Bompiani (1949-1951) ;
- Giovanni Sansone (1952-1957) ;
- Alessandro Terracini (1958-1963) ;
- Giovanni Ricci (1964-1966) ;
- Guido Stampacchia (1967-1972) ;
- Enrico Magenes (1973-1975) ;
- Carlo Pucci (1976-1981) ;
- Vinicio Villani (1982-1987) ;
- Alessandro Figà Talamanca (1988-1993) ;
- Alberto Conte (1994-1999) ;
- Carlo Sbordone (2000-2006) ;
- Franco Brezzi (2006-2012) ;
- Ciro Ciliberto (2012-2017) ;
- Piermarco Cannarsa (2018-2024) ;

## Prix
L'Union mathématique italienne décerne plusieurs prix :
- Le prix Mario-Baldassarri
- Le prix Federico-Bartolozzi
- Le prix Renato-Caccioppoli
- Le prix Guido-Castelnuovo
- Le prix Stefania-Cotoneschi
- Le prix Bruno de Finetti
- Le prix Ennio De Giorgi
- Le prix Federigo-Enriques[6]
- Le prix Gaetano Fichera
- Le prix INdAM-SIMAI-UMI
- Le prix Enrico-Magenes
- Le prix Franco-Montagna
- Le prix Franco-Tricerri
- Le prix UMI-SISM
- Le prix Calogero-Vinti
- La médaille Stampacchia.

## Publications

### Revues scientifiques
- Notiziario dell'Unione Matematica Italiana  (ISSN 0393-0998), à partir de 1974
- Bollettino dell'Unione Matematica Italiana  (ISSN 1972-6724), à partir de 1922
- La Matematica nella Società e nella Cultura - Rivista dell'Unione Matematica Italiana  (ISSN 1972-7356), à partir de 1998

### Collections
- Opere dei Grandi Matematici[7]
- Monografie Matematiche
- Quaderni U.M. I[8].
- UMI Proceedings
- Collana Convergenze (par l'UMI - CIIM)
- UMI Lecture Notes in Mathematics (a cura dell'UMI)[9]
- Collana "La cultura matematica" (édité par l'UMI)
- Testi e Studi in Storia della Matematica[10]